# Naufragio de La Herradura
Il naufragio de La Herradura è stato un disastro navale avvenuto il 19 ottobre 1562 nella baia di La Herradura, in Spagna. Venticinque navi affondarono in una tempesta; nel disastro persero la vita 5.000 persone.
La flotta guidata da Juan Hurtado de Mendoza, capitano generale delle galee della Spagna e diretta a Orano e Mezalquiver, che erano minacciate dai mori, si fermò nei pressi del porto della Herradura, vicino a Malaga. Si tratta di una baia a forma di ferro di cavallo, con un'apertura verso sud-ovest. La mattina del 19 ottobre 1562 un'inaspettata tempesta proveniente da sud travolse la flotta spagnola. Le navi rimasero intrappolate nella baia e si schiantarono sugli scogli. Venticinque delle 28 galee affondarono e tra 3.000 e 5.000 persone morirono. Anche il capitano generale, Juan de Mendoza, annegò durante la tempesta. Le navi superstiti furono La Soberana, Mendoza e San Juan. Circa 2.000 persone si salvarono a nuoto verso la costa; molti di loro erano galeotti.
Fu un grande disastro per la Marina spagnola, che aveva appena subito una terribile sconfitta nella battaglia di Gerba. Nonostante tutto, Orano e Mezalquiver furono difese con successo.
Oggi un monumento a La Herradura ricorda la tragedia.

## Composizione di armata
La flotta era composta da 28 galee, 12 galere spagnole, 6 delle galee del Regno di Napoli e 10 genovesi. Ogni barca era composta da 56 soldati, 144 rematori e 50 marinai, il che significherebbe un totale di 7.000 persone, senza contare le donne, i familiari e i servi presenti nella spedizione.

## Letteratura
- Fernando Moyano, superstite del naufragio, scrisse una poesia sull'evento, pubblicato nel 1893 da Cesáreo Fernández Duro
- Miguel de Cervantes citò l'evento nella seconda parte di Don Chisciotte, nel XXXI capitolo.